# باشگاه فوتبال آرماویر (روسیه)
باشگاه فوتبال آرماویر (روسی: Футбольный клуб "Армавир") یک باشگاه فوتبال در شهر آرماویر، روسیه است. این باشگاه در لیگ ملی فوتبال روسیه بازی می‌کند. این باشگاه در سال ۱۹۵۹ تأسیس شده‌است. 